# Закраилов, Заур
Зау́р Закраи́лов (род. 28 сентября 1987, Белгатой, Чечено-Ингушская АССР) — пловец-экстремал, президент федерации современного мечевого боя Чечни, рекордсмен мира по плаванию, экоактивист.

## Биография
Родился 28 сентября 1987 года в селе Белгатой Шалинского района Чечни.
Во время боевых действий в Чечне, будучи ещё ребёнком, переехал в Волгоградскую область. Там же начал заниматься боксом. Через три года тренировок перенёс операцию по удалению аппендицита, после которой бокс пришлось оставить. Окончил факультет мировой экономики Волгоградского государственного университета. Во время учёбы увлёкся вольной борьбой. Затем переключился на плавание. Некоторое время спустя открыл клуб «Аква-Панкратион». Будучи в Москве попал на соревнованию по мечевому бою. Под впечатлением увиденного пришло решение создать аналогичную федерацию в Чечне.
В 2011 году Закраилов переплыл озеро Кезенойам в длину (около 4,5 км).
В июле 2015 года Закраилов вместе с Хусейном Исмаиловым переплыли Керченский пролив, держа в руках флаги Чечни и Крыма. Это происходило в месяц мусульманского поста, который оба участника строго соблюдали. Они вышли из воды на набережную Керчи, где их встретили аплодисментами сотни горожан.
6 августа 2019 года Закраилов, основатель керченского спортивно-патриотического клуба «Слава» Вячеслав Тимошенко и член этого клуба Евгений Семеняка менее чем за сутки переплыли Байкал (45-55 км). Заплыв начался в селе Листвянка (Иркутская область) и завершился в селе Выдрино (Бурятия). Температура воды колебалась от 3 до 12 градусов. Это была вторая попытка совершить заплыв. Первая, начавшаяся 3 августа, была прервана начавшимся штормом. В ходе заплыва пловцов сопровождали группа поддержки из Федерации зимнего плавания России и представители МЧС России. Заплыв прерывался лишь для приёма пищи и совершения намаза. Спортсмены пробыли в воде 23,5 часа. Достижение было признано в качестве мирового рекорда. Предыдущий рекорд был установлен японцем Икараси Кена, который за 15 часов проплыл 36 км. Целью заплыва было привлечение внимания общественности к загрязнению озера.
На следующий год Закраилов переплыл Амур.